# Офталмични живац
Офталмични живац (лат. nervus ophthalmicus) је једна од три завршне гране тригеминалног нерва. Он учествује у инервацији коже чела и горњег очног капка, слузокоже предњег и горњег дела носне дупље, вежњаче, фиброзног и судовног омотача ока и делова тврде мождане опне. Осим ових сензитивних влакана, на путу ка цилијарном ганглиону у његов састав улазе и симпатичка нервна влакна.
Живац полази од предње-доње ивице тригеминалног ганглиона и простире се унапред и навише кроз спољашњи зид кавернозног синуса. У његовој непосредној близини у том тренутку се налазе трохлеарни и горњовилични нерв и унутрашња каротидна артерија. Након изласка из овог синуса, офталмични живац пролази кроз горњу орбиталну пукотину и улази у очну дупљу где даје своје завршне гране: сузни, чеони и назоцилијарни живац.

## Сузни живац
Сузни живац (лат. nervus lacrimalis) је најтања завршна грана офталмикуса. Од горње орбиталне пукотине, он се пружа упоље и унапред испод крова очне дупље и одлази до сузне жлезде. На том путу живац се дели, а његове завршне гранчице се завршавају у жлезди и горњем очном капку. Осим тога, иза жлезде сузни живац даје тзв. спојничну грану са јабучним живцем, преко које у жлезду долазе парасимпатичка нерва влакна из фацијалног нерва.

## Чеони живац
Чеони живац је највећа по калибру завршна грана офталмичног нерва. Он се пружа право унапред, испод крова очне дупље и изнад мишића подизача горњег очног капка. Око 4-5 mm иза горње ивице очне дупље, живац се дели на супраорбитални и супратрохлеарни живац.

## Назоцилијарни живац
Назоцилијарни живац се пружа од горње орбиталне пукотине косо унутра и унапред, дајући при томе своје бочне гране (спојничну грану са цилијарним ганглионом, дуге цилијарне живце и задњи етмоидни живац), и доспева до предњег етмоидног отвора где се дели у две завршне гране (предњи етмоидни и инфратрохлеарни живац).